# Корнацкий, Ежи
Ежи Корнацкий пол. Jerzy Kornacki ; 22 ноября 1908, Миньск-Мазовецки — 11 ноября 1981, Варшава) — польский прозаик, редактор, сценарист.

## Биография
Муж писательницы Гелены Богушевской.
В 1932—1933 годах работал редактором еженедельника «Epoka». Писатели-демократы Гелена Богушевская, Ежи Корнацки, Адольф Рудницкий и другие в 1930-е годы создали демократическое литературное объединение «Предместье» (по названию книги Богушевской «Предместье»), просуществовавшее до осени 1939 г. В него входили писатели-реалисты, их героями были рабочие, их тематикой — современность.
В 1944—1945 годах жил в Люблине. В этот период был депутатом Крайовой Рады Народовой. С 1945 года — в Варшаве.
Похоронен на Кальвинистском кладбище Варшавы.

## Творчество
Писатель-реалист.
Дебютировал, как прозаик в журнале «Kobieta Współczesna» в 1931 году.
Некоторые произведения написаны им в соавторстве с женой Геленой Богушевской. Изображал жизнь городской бедноты, рабочих и безработных. Нищета народа и авантюризм верхов отражены в романе «Полонез», написанном в соавторстве с Богушевской: роман о банкротстве диктатуры Пилсудского.
Автор киносценариев «Люди Вислы» («Ludzie Wisly», 1938 по роману «Висла»).

## Избранные произведения
- Oczy i ręce (сборник рассказов)
- Rozsada (сборник рассказов)
- Kręgle i kule (повесть)

В соавторстве с Г. Богушевской:
- 1935 Jadą wozy z cegłą
- 1935 Wisła
- 1936—1939 цикл Полонез
  - Nous
  - Parisien
  - Deutsches Heim
  - Święcona kreda
- 1946 Ludzie śród ludzi
- 1955 Las
- 1959 Zielone lato 1934

## Награды
- Золотой Крест Заслуги (Польша) (1946)